# Dipodillus harwoodi
Dipodillus harwoodi és una espècie de mamífer rosegador de la família dels múrids. Viu al sud-oest de Kenya i el nord i centre de Tanzània. Els seus hàbitats naturals són els boscos oberts i secs, així com les sabanes. És una espècie en risc mínim, és a dir, no sembla que hi hagi cap amenaça significativa per a la seva supervivència.
L'espècie fou anomenada en honor del naturalista i taxidermista anglès Leonard C. Harwood.